# غييرمو كابريرا
غييرمو كابريرا (بالإنجليزية: Guillermo Cabrera)‏ (مواليد 28 فبراير 1982) هو سبّاح دومينيكي، مثّل بلاده في الألعاب الأولمبية الصيفية 2000.

## روابط خارجية
غييرمو كابريرا على موقع الاتحاد الدولي للسباحة (الإنجليزية)
- غييرمو كابريرا على موقع أوليمبيديا (الإنجليزية)